# Olivia Onesti
Olivia Onesti (Fontainebleau, 6 de diciembre de 2003) es una deportista francesa que compite en ciclismo, en las modalidades de montaña (campo a través) y ruta.
Ganó dos medallas en el Campeonato Mundial de Ciclismo de Montaña, en los años 2020 y 2024, y dos medallas en el Campeonato Europeo de Ciclismo de Montaña, en los años 2020 y 2024.

## Medallero internacional
| Campeonato Mundial | Campeonato Mundial         | Campeonato Mundial | Campeonato Mundial         |
| Año                | Lugar                      | Medalla            | Competición                |
| ------------------ | -------------------------- | ------------------ | -------------------------- |
| 2020               | Leogang (Austria)          | Medalla de oro     | Campo a través por relevos |
| 2024               | Pal Arinsal (Andorra)      | Medalla de plata   | Campo a través por relevos |
| Campeonato Europeo |                            |                    |                            |
| Año                | Lugar                      | Medalla            | Competición                |
| 2020               | Monteceneri (Suiza)        | Medalla de plata   | Campo a través por relevos |
| 2024               | Cheile Grădiștei (Rumania) | Medalla de plata   | Campo a través por relevos |